# Heinrich Müller (Theologe, 1631)

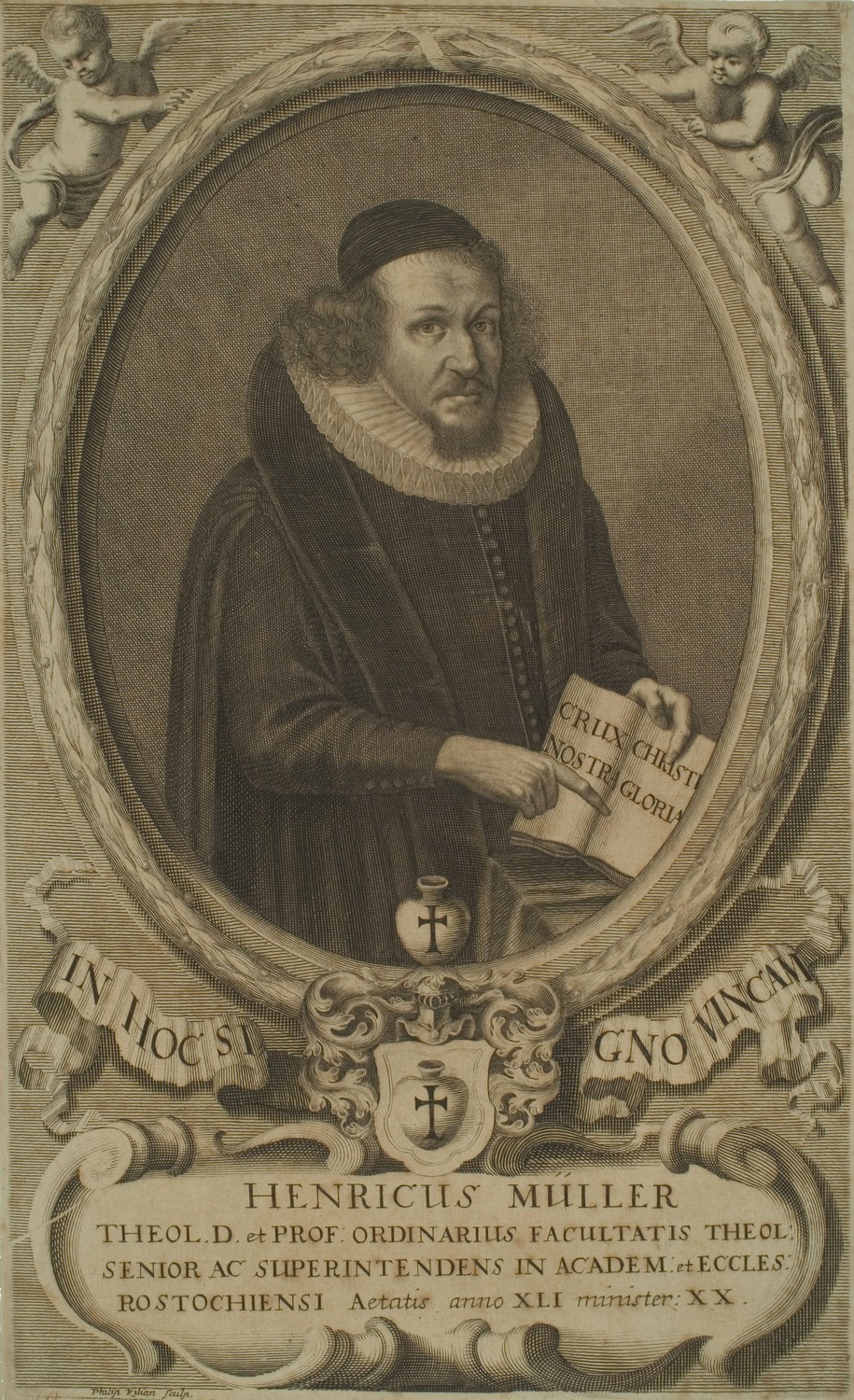
Heinrich Müller, Kupferstich von Philipp Kilian (1672)

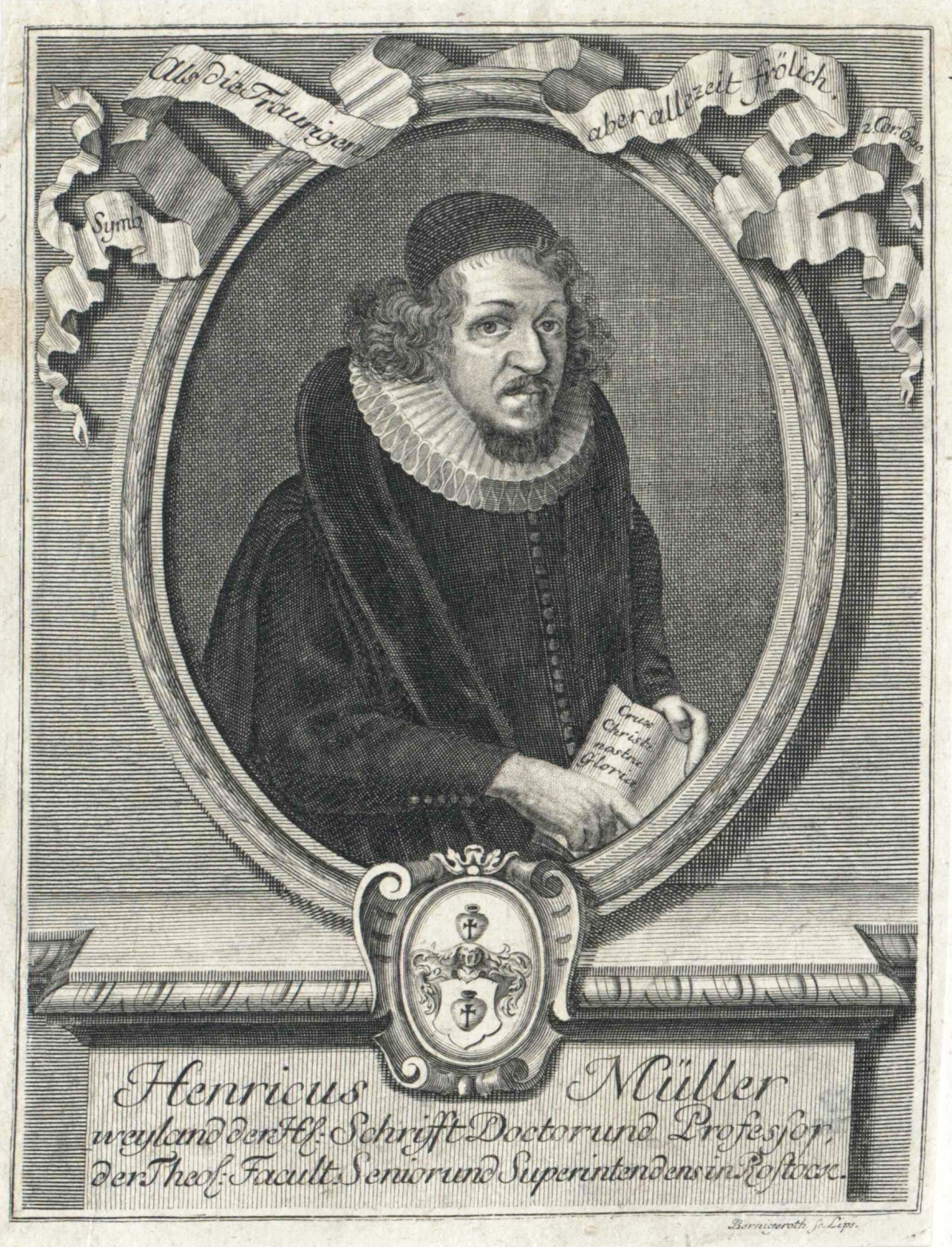
Heinrich Müller, Stich von Johann Martin Bernigeroth nach Philipp Kilian

Heinrich Müller (* 18. Oktober 1631 in Lübeck; † 13. Septemberjul. / 23. September 1675greg. in Rostock) war ein deutscher Erbauungsschriftsteller, protestantischer Kirchenlieddichter und lutherischer Theologe an der Universität Rostock.

## Leben
Heinrich Müller wurde als Sohn einer ursprünglich aus Rostock stammenden Familie geboren. Sein Vater Peter Müller war Bürger, Kauf- und Handelsmann, sowie Kirchenvorsteher von St. Marien und Sechzehnmann in Rostock, seine Mutter Ilsabe war die Tochter des Matthäus Stubbe und dessen Frau Ilsabe Schmied. Seine Eltern waren während des Krieges, währenddessen Rostock erst von kaiserlichen und ab 1631 von schwedischen Truppen besetzt war, nach Lübeck geflüchtet, wo Heinrich geboren wurde. Heinrich Müller besuchte die Stadtschule in Rostock und bezog 1647 auf Anraten von Johann Quistorp dem Älteren die Universität Greifswald. 1650 kehrte er auf Wunsch der Eltern zurück nach Rostock und studierte an der Universität Rostock bei den Professoren Caspar Mauritius und August Varenius.
Bei dem Dekan der Philosophischen Fakultät, Johannes Corfinius, erwarb er sich 1651 den akademischen Grad eines Magisters und konnte auch erste Vorlesungen abhalten. Er reiste noch im selben Jahr nach Danzig zu Johann Botsack, dann nach Königsberg zu Coelestin Myslenta und Christian Dreier. Er besuchte auch Leipzig, Wittenberg, Lübeck, Lüneburg, Braunschweig, Wolfenbüttel, Helmstedt und Halle, wo er sich mit bedeutenden Theologen bekannt machte.
1652 wurde er Archidiaconus an St. Marien in Rostock, 1659 berief man ihn zum Professor für die griechische Sprache, 1660 promovierte er zum Doktor der Theologie und nachdem Caspar Mauritius 1662 nach Hamburg berufen wurde, übernahm er dessen Stelle als Professor der Theologie und damit verbunden wurde er Pastor zu St. Marien. Nach dem Tod von Johann Kentzler übernahm er die Superintendentur an der St. Marienkirche.
Heinrich Müller galt als dogmatisch orthodox und trat in der Traditionsfolge Martin Luthers gegen kirchliche Missstände auf. Er war ein Vertreter der Verinnerlichung des Christentums; Taufbecken, Kanzel, Beichtstuhl und Altar nannte er „Kirchen-Götzen“: „Auch hat die heutige Christenheit vier stumme Kirchen-Götzen, denen sie nachgehet, den Tauffstein, Predigstul, Beichtstul, Altar; Sie tröstet sich ihres äusserlichen Christenthums, daß sie getaufft ist, Gottes Wort höret, zur Beicht gehet, das Abendmal empfängt, aber die innere Krafft des Christenthums verleugnet sie.“ Seine Passionspredigten waren weit verbreitet und bildeten vermutlich eine der textlichen Vorlagen für die von Picander neu gedichteten Teile der Matthäuspassion von Johann Sebastian Bach, die neben dem Bibeltext und den Choraltexten eine dritte Textebene darstellen.
Heinrich Müller betätigte sich als Erbauungsschriftsteller. Seine erste Schrift Der himmlische Liebes-Kuß, eine fast tausendseitige, mit mehreren emblematischen Kupferstichen versehene Betrachtung der verschiedenen Aspekte der göttlichen Liebe, veröffentlichte er 1659. Sie wurde bis ins 19. Jahrhundert immer wieder nachgedruckt. Zudem verfasste er eine Sammlung von Kantaten, die unter den Titeln Geistliche Seelen-Musik und Himmlische Liebesflamme veröffentlicht wurden. In seiner Veröffentlichung Geistliche Erquickungsstunden (1664–1666) verwendet er erstmals in der deutschen Sprache den Begriff Übermensch im Sinne eines „Gottesmenschen“. Insgesamt umfasst sein Werkschaffen neun deutsche und zehn lateinische Titel.

## Familie
Heinrich Müller heiratete am 24. Januar 1654 Magaretha Elisabeth, die Tochter des Bürgers und Kirchenvorsteher in der St. Marienkirche Michael Sibrand. Aus der Ehe sind fünf Söhne und eine Tochter hervorgegangen. Peter Müller, Christian Bernhard Müller und die Tochter Catarina Elisabeth Müller verstarben in frühster Jugend. Den Vater überlebten Johann Michael Müller, Heinrich Müller und Caspar Matthäus Müller.

## Werkauswahl
- Der himmlische Liebes-Kuß
- Die ungeratene Ehe
- Tränen und Trostquelle
- Die göttliche Liebesflamme 1676 (Digitalisat)
- Die Seelenmusik
- Die Kreuzschule
- Der Dankaltar

Eine Auswahl seiner Geistlichen Erquickstunden wurde immer wieder aufgelegt, so 1822 von Johann Georg Rußwurm, und erschien noch 1938 in einer Auswahl von Gottfried Holtz:
- Der Glaub' ist ein gar neuer Sinn weit über die fünf Sinne hin: Eine Auswahl aus Heinrich Müllers „Geistlichen Erquickstunden“. Hrsg. v. Gottfried Holtz, Furche-Verlag, Berlin 1938 (Furche-Bücherei; 47)